# Сітрус-Парк (Аризона)
Сітрус-Парк (англ. Citrus Park) — переписна місцевість (CDP) в США, в окрузі Марікопа штату Аризона. Населення — 5194 особи (2020).

## Географія
Сітрус-Парк розташований за координатами 33°31′54″ пн. ш. 112°26′23″ зх. д. / 33.53167° пн. ш. 112.43972° зх. д. (33.531775, -112.439811). За даними Бюро перепису населення США в 2010 році переписна місцевість мала площу 15,03 км², з яких 15,01 км² — суходіл та 0,02 км² — водойми.

## Демографія
Згідно з переписом 2010 року, у переписній місцевості мешкало 4028 осіб у 1277 домогосподарствах у складі 1119 родин. Густота населення становила 268 осіб/км². Було 1385 помешкань (92/км²).
Расовий склад населення:
| - 87,3 % — білих - 1,7 % — чорних або афроамериканців - 1,5 % — азіатів - 0,8 % — корінних американців - 0,1 % — вихідців з тихоокеанських островів - 6,9 % — осіб інших рас |

До двох чи більше рас належало 1,8 %. Частка іспаномовних становила 17,9 % від усіх жителів.
За віковим діапазоном населення розподілялося таким чином: 26,4 % — особи молодші 18 років, 64,7 % — особи у віці 18—64 років, 8,9 % — особи у віці 65 років та старші. Медіана віку мешканця становила 41,4 року. На 100 осіб жіночої статі у переписній місцевості припадало 98,5 чоловіків; на 100 жінок у віці від 18 років та старших — 98,5 чоловіків також старших 18 років.
Середній дохід на одне домашнє господарство становив 100 672 долари США (медіана — 93 684), а середній дохід на одну сім'ю — 118 042 долари (медіана — 107 461). Медіана доходів становила 55 469 доларів для чоловіків та 39 177 доларів для жінок. За межею бідності перебувало 6,0 % осіб, у тому числі 4,4 % дітей у віці до 18 років та 0,0 % осіб у віці 65 років та старших.
Цивільне працевлаштоване населення становило 2217 осіб. Основні галузі зайнятості: освіта, охорона здоров'я та соціальна допомога — 20,4 %, виробництво — 13,0 %, мистецтво, розваги та відпочинок — 11,4 %.